# Крушево Брдо I (Травник)
Крушево Брдо 1 је насељено место у Босни и Херцеговини, у општини Травник. Административно припада Федерацији Босне и Херцеговине, односно њеном Средњобосанском кантону. Према попису становништва из 2013. у насељу није било становника, а већинску популацију пре рата чинили су Срби.
Након рата највећи део територије овог села остао је у саставу Републике Српске, односно општине Котор Варош, где егзистира као засебно насеље.

## Становништво
По последњем службеном попису становништва из 2013. године у овом насељу није било становника, а село је пре рата било етнички хомогено са већинском српском популацијом.
| Националност | 2013. | 1991.        | 1981.          | 1971.          |
| Бошњаци      | —     | 0            | 189 (13,79%)   | 232 (16,81%)   |
| Хрвати       | —     | 1 (0,25%)    | 0              | 3 (0,22%)      |
| Срби         | —     | 396 (99,50%) | 1.109 (80,89%) | 1.135 (82,25%) |
| Црногорци    | —     | 0            | 8 (0,58%)      | 9 (0,65%)      |
| Југословени  | —     | 0            | 55 (4,01%)     | 0              |
| остали       | —     | 1 (0,25%)    | 10 (0,73%)     | 1 (0,07%)      |
| Укупно       | 0     | 398          | 1.371          | 1.380          |